# Incidente de Achamjara de 2008
El Incidente de Achamjara se refiere al enfrenteamiento que tuvo lugar el 9 de julio de 2008 en las faldas del Monte Achamjara en la no reconocida internacionalmente República de Abjasia, entre tropas georgianas y abjasias.

## Antecedentes
En el momento del incidente, la frontera de facto entre la República de Abjasia y la Alta Abjasia controlada por Georgia estaba cerca del Monte Achamjara.

## El incidente
El relato de los hechos es diferente en cada parte, con versiones contradictorias y sin una confirmación independiente.

### Versión abjasa
La versión abjasia afirmó que a las 9:25 de la mañana, el puesto de seguridad del Monte Achamjara fue asaltado por 10 georgianos, usando armas automáticas y lanzagranadas. Dos de los reservistas fueron heridos y tuvieron que ser hospitalizados.

### Versión georgiana
La versión georgiana afirmó que sus policías fueron atacados por tropas abjasias, mientras estaban asegurando las cumbres del Achamjara, preparando la visita del UNOMIG al valle de Kvabchara. En posteriores reclamaciones afirmó que 3 de sus policías fueron heridos, pero que en cambio habían matado a 4 atacantes abjasios.

## Investigación del UNOMIG
Ambos bandos acudieron al UNOMIG para que investigase el incidente, el cual se inició el 10 de junio, de los que no se saben las conclusiones.